# Michele Masiero
Michele Masiero (Castelmassa, 1967) è un fumettista italiano.

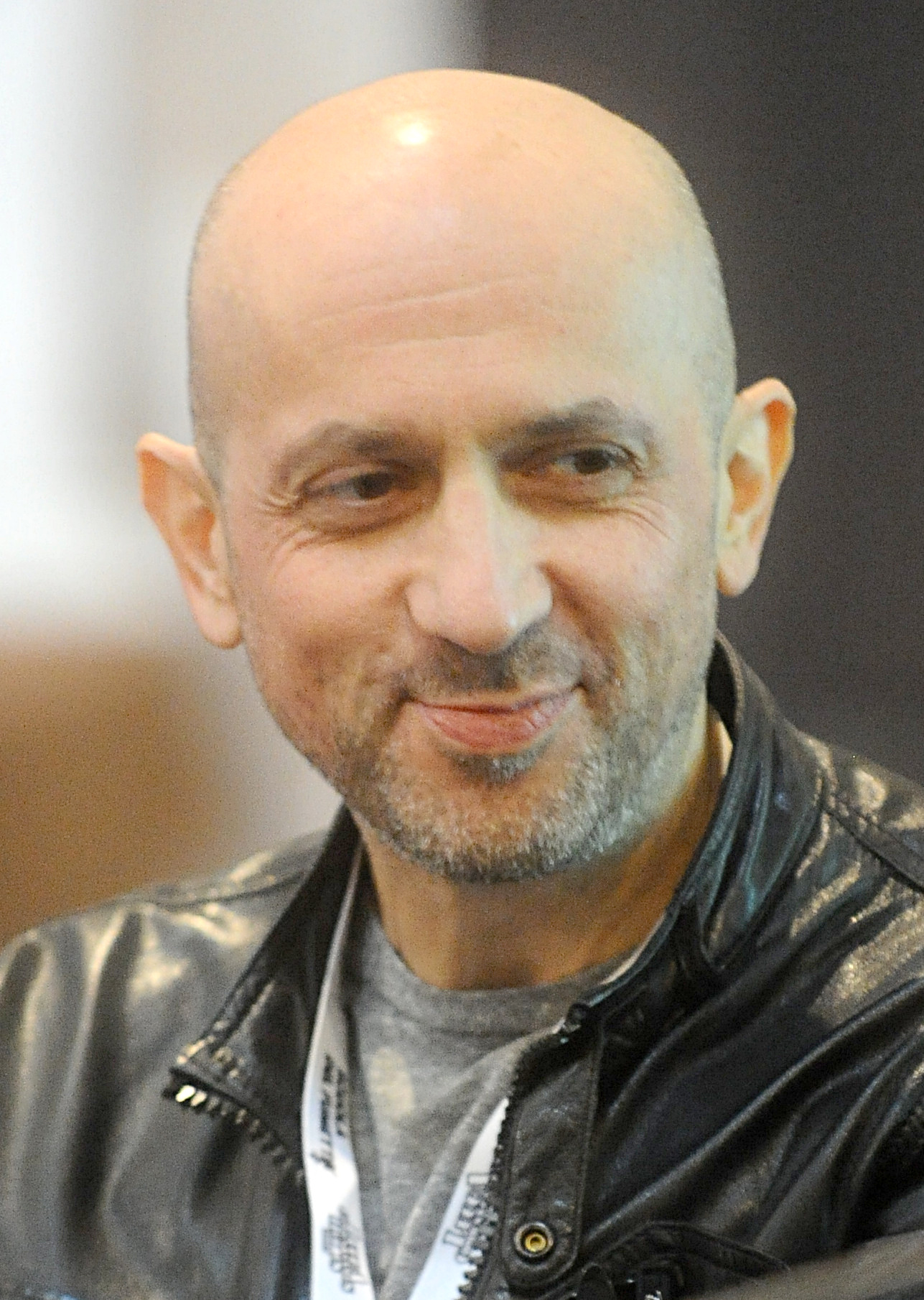
Michele Masiero

È stato per anni il curatore della serie Bonelli Mister No, il pilota statunitense rifugiatosi in Amazzonia creato da Guido Nolitta, alias Sergio Bonelli. Masiero, oltre a curare la serie, ha anche scritto alcune importanti storie come Un giovane Americano (Special n. 13), Una storia del west (Special n. 15), L'ultima frontiera (n. 295). La sua attività di curatore della serie finirà nel 2009, quando, dopo la chiusura della serie mensile con una lunga storia di Guido Nolitta, verrà sospesa definitivamente anche la pubblicazione degli speciali semestrali, collana sulla quale nel giugno 2008 è apparsa l'ultima storia scritta da Masiero, Sangue sul Sertão.
Michele Masiero ha anche scritto una storia per Dylan Dog: Istinto Omicida, apparsa sull'albo numero 227 della serie mensile, per poi entrare a tempo pieno nello staff.
In passato Masiero ha collaborato anche alle riviste Starmagazine (Star Comics), Cyborg (sempre pubblicata dalla Star Comics) e Glamour Magazine (Glamour).
Ricopre il ruolo di redattore capo centrale presso la Sergio Bonelli Editore fino al novembre 2015, quando subentra a Mauro Marcheselli nel ruolo di direttore editoriale della casa editrice.